# Bisschop Davidsgrift

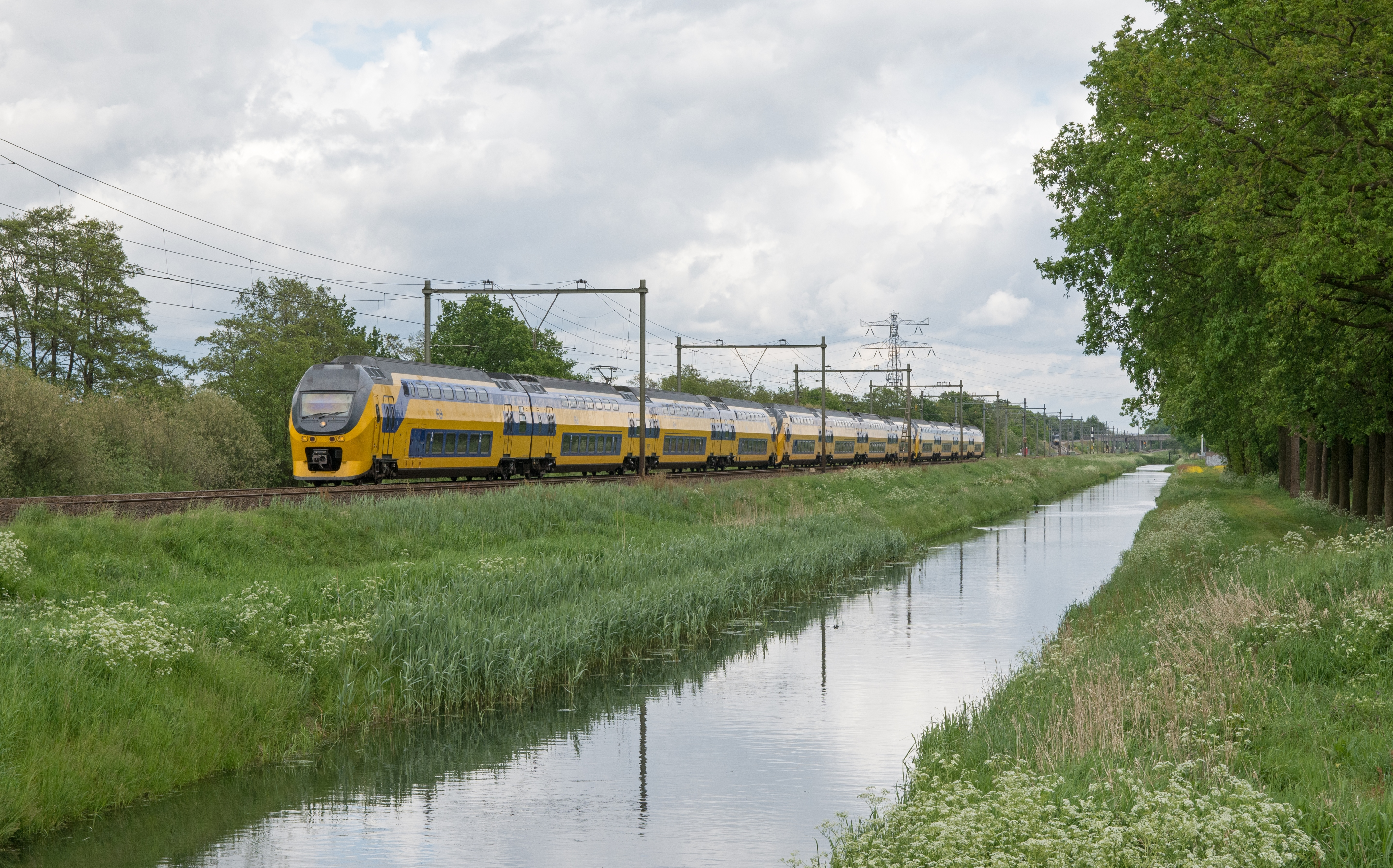
Een deel van de Grift langs de spoorweg Utrecht Arnhem

De Bisschop Davidsgrift (ook wel Grift of Grebbe) is een historisch kanaal, de voorloper van het Valleikanaal, in de Gelderse Vallei in de Nederlandse provincie Utrecht.
De Grift is gegraven in 1473-1481 onder leiding van Bisschop David van Bourgondië. Doel was de ontginning (turfwinning) van de veengebieden ten noorden van Rhenen, de zogeheten Rhenense of Stichtse venen. De aanleg verliep aanvankelijk moeizaam wegens grensconflicten met het hertogdom Gelre.
Voor het zuidelijke gedeelte werd deels gebruikgemaakt van de loop van het riviertje de Kromme Eem.
Oorspronkelijk liep het kanaal tot aan het huidige Veenendaal. In de zestiende eeuw werden rond Veenendaal verschillende zijtakken uitgegraven. In de zeventiende eeuw werd de Grift na verscheidene overstromingen, veroorzaakt door hoog water in de Nederrijn, bij De Roode Haan afgedamd.
Door de voortschrijdende afgraving van het hoogveen tussen Veenendaal en Woudenberg verdween de natuurlijke waterscheiding geleidelijk. Rond 1714 werd de Bisschop Davidsgrift verbonden met de Schoonderbeekse grift (16e eeuw), die naar het noorden afwaterde via de Heigraaf (12e eeuw) en Woudenbergse Grift (1545-1549) naar de huidige Heiligenbergerbeek ter hoogte van de Vieweg (nabij Den Treek).
Sindsdien verliep de afwatering richting noorden als volgt: Bisschop Davidsgrift - Schoonderbeekse Grift - Heigraaf - Woudenbergse Grift - Heiligenberger (Lunterse) Beek - Eem.

## Valleikanaal
In de periode 1935-1941 werd het Valleikanaal in zijn huidige vorm aangelegd in het kader van de werkverschaffing. Dit was deels ter versterking van de Grebbelinie, deels ter verbetering van de afwatering van de Gelderse Vallei. Het Valleikanaal volgt de Grift tot aan het Stadspark in Veenendaal, waar deze overgaat in het Omleidingskanaal. Buiten Veenendaal volgt het Valleikanaal de loop van de Broekersloot, parallel aan de A12, en ten westen van Scherpenzeel volgt het kanaal een gedeelte van de Lunterse Beek tot het landgoed De Boom.  Hiervandaan is een kanaal gegraven naar de Moorsterbeek ten oosten van Leusden. Uiteindelijk komt het Valleikanaal via Amersfoort uit in de Eem.

## De Greb
In de omgeving wordt ook gesproken van De Greb. Deze benaming is ook terug te vinden bij stichting De Greb, die zich bezighoudt met de herinnering in stand te houden aan de Slag om de Grebbeberg. In Veenendaal is een schaats- en skeelerclub naar De Greb genoemd.